# Álfaskólinn
L'Álfaskólinn, terme islandais signifiant littéralement en français « école des elfes », est une école d'Islande située à Reykjavik et qui dispense des cours sur le folklore islandais et notamment l'Huldufólk. Elle familiarise l'étudiant avec ces créatures en lui enseignant leurs mœurs, leurs lieux de vie, leurs relations avec les humains, etc. mais aussi les contes et légendes islandais en général.
Toute personne, Islandais ou étranger, est admis à l'école si bien que l'enseignement se fait par défaut en anglais mais parfois dans l'une des langues scandinaves si le groupe est exclusivement composé d'Islandais, de Norvégiens, etc.